# 1813

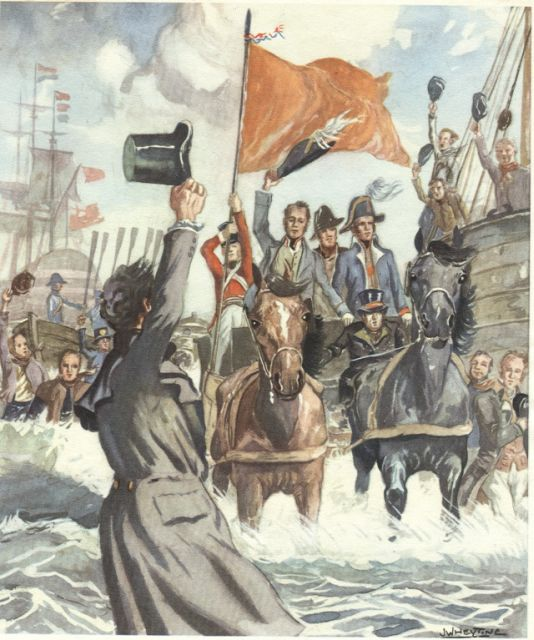
Landing van Willem I in Scheveningen

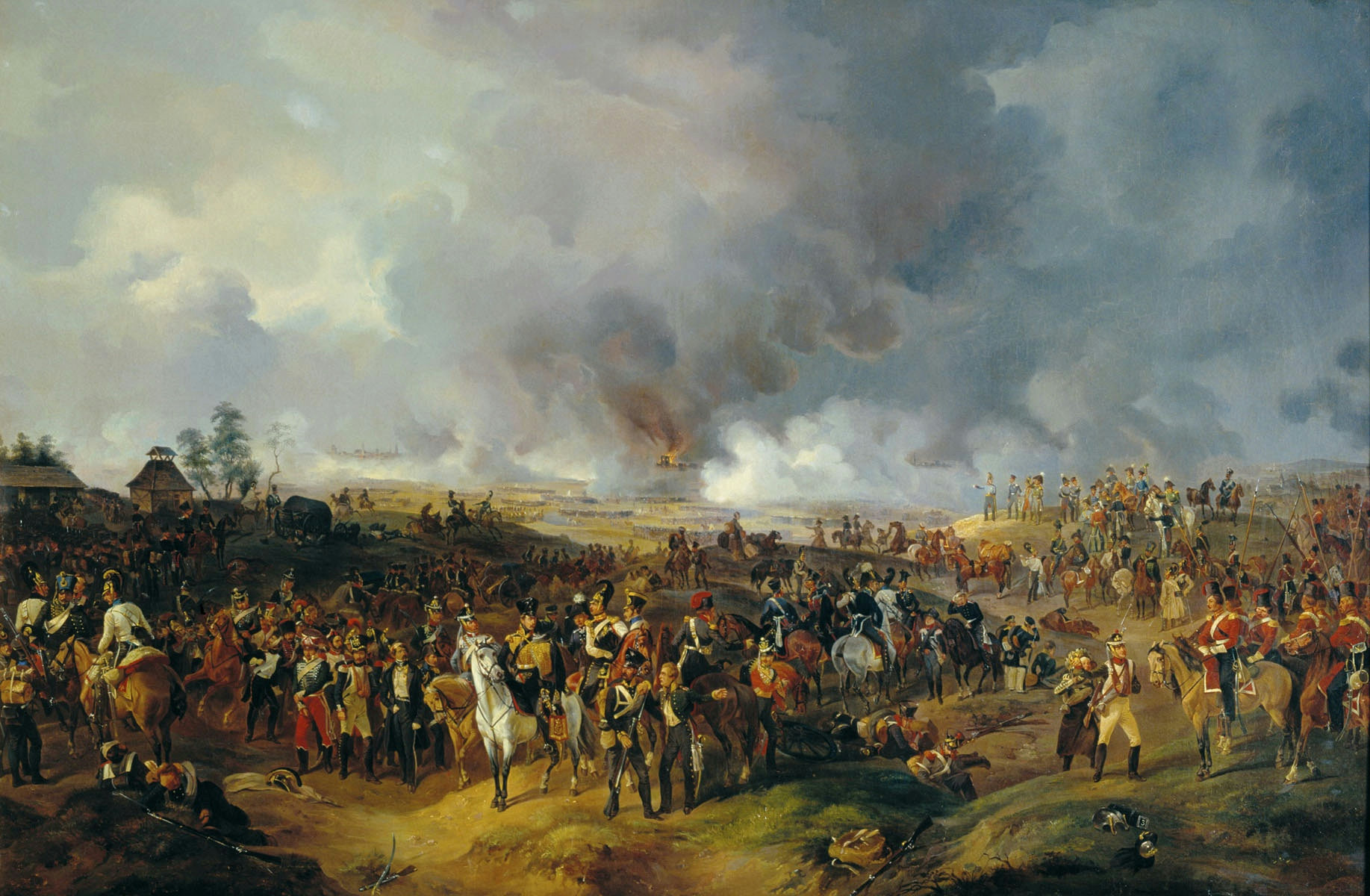
Volkerenslag bij Leipzig

Het jaar 1813 is het 13e jaar in de 19e eeuw volgens de christelijke jaartelling.

## Gebeurtenissen
januari
- 1 - De Russen veroveren Lankaran, de hoofdstad van het kanaat Talysh.
- 7 - De Osmaanse veldheer Tusun Pasha verovert Jeddah op de Saoedi's. Later deze maand valt ook Mekka in zijn handen.

februari
- 27 en 28 - Verdragen te Breslau en Kalisch tussen keizerrijk Rusland en koninkrijk Pruisen. In het geheime verdrag wordt vastgelegd dat Pruisen hersteld moet worden in zijn grenzen van 1806.
- februari - Zweden loopt over naar Rusland.

maart
- 13 - Hertog Frederik Frans I van Mecklenburg-Schwerin verlaat als eerste Duitse vorst de door Napoleon gestichte Rijnbond.
- 16 - Pruisen verklaart Napoleon de oorlog.
- 23 - Paus Pius VII herroept na ruggespraak met de kardinalen Pacca en Consalvi het Concordaat met Napoleon.

april
- 8 - Het Franse bestuur stuurt de Nederlandse jongemannen vanaf 18 jaar uit gegoede kringen een "uitnodiging" om zich te melden voor dienstneming in de keizerlijke garde d'honneur. Voor uniformen en uitrusting dient men zelf te zorgen.
- 21 - Het Franse bestuur stelt in Nederland een extra verplichting in voor iedere man tussen de 20 en 40 jaar om zich voor de Franse Nationale Garde in te schrijven, wat leidt tot mislukte opstanden hiertegen in steden als Zaandam en Leiden.
- 27 - Amerikaanse eenheden branden York, het Britse regeringscentrum in Canada, plat.

mei
- 16 - De koning van Beieren bekrachtigt een nieuw Strafwetboek, dat is ontworpen door de jurist Anselm von Feuerbach. De idealen van de Verlichting zijn erin verwerkt, zoals de rechtsgelijkheid, de openbaarheid van de rechtspraak en de afschaffing van folter. Het Beierse Strafwetboek zal min of meer worden overgenomen door het Koninkrijk Württemberg, het Groothertogdom Saksen-Weimar-Eisenach en het Groothertogdom Oldenburg, en het wordt zelfs in het Zweeds vertaald.
- 26 - Na een zwaar ongeval in de mijnen van de Ourthe wordt het allereerste fonds bij keizerlijk decreet opgericht dat gefinancierd wordt door werknemers en werkgevers. De mijnwerkers kunnen voortaan terugvallen op een invaliditeit- en overlevingsrente.

juni
- 14 - Alliantie te Reichenbach tussen Engeland en Pruisen. Er wordt vastgelegd dat Pruisen hersteld moet worden in zijn grenzen van 1806. Het gerestaureerde keurvorstendom Hannover moet uitgebreid worden met in ieder geval het voormalige prinsbisdom Hildesheim.
- 21 - De Franse troepen in Spanje worden in de Slag bij Vitória gedecimeerd. Jozef Bonaparte kan ternauwernood ontkomen.

augustus
- 26 - Slag bij Dresden.

september
- 9 - Alliantie te Töplitz tussen keizerrijk Oostenrijk en Pruisen. In een geheim artikel wordt vastgelegd dat Pruisen hersteld moet worden binnen de grenzen van 1805.

oktober
- 8 - Verdrag te Ried tussen Oostenrijk en het koninkrijk Beieren. In een geheim artikel wordt vastgelegd dat Beieren gebieden aan Oostenrijk zal afstaan en daarvoor gecompenseerd zal worden door andere gebieden.
- 16-19 oktober - De Slag bij Leipzig, ook bekend als de Volkerenslag: Napoleon wordt vernietigend verslagen in de slag en de campagne ervoor.
- 24 - Met het Verdrag van Golestan komt een einde aan de Russisch-Perzische Oorlog.
- 28 - Geallieerde legers (Rusland en Beieren) bezetten het Groothertogdom Frankfurt. Het leger van het groothertogdom wordt met verlof gestuurd.
- oktober - Pruisen bezet de landen die het door de Vrede van Tilsit in 1807 had verloren, met uitzondering van het vorstendom Bayreuth.
- oktober en november - opheffing van het koninkrijk Westfalen en het groothertogdom Berg. Herstel van de regeringen van het keurvorstendom Hannover, het hertogdom Brunswijk, Hessen-Kassel, Oldenburg en Oranje-Nassau (in Nassau-Dietz, Nassau-Dillenburg, Nassau-Siegen en Nassau-Hadamar). Herstel van de zelfstandigheid van de Hanzesteden Bremen, Hamburg en Lübeck. De overige vorsten worden niet hersteld in hun soevereiniteit. Het vorstendom Isenburg verliest zijn soevereiniteit.

november
- 6 - Het congres van Chilpancingo wordt afgesloten met de onafhankelijkheidsverklaring van Mexico.
- 13 - De acteur Frederikus Adrianus Rosenveldt wordt door de Franse politie gearresteerd nadat hij op het toneel "Vivat Oranje!" heeft geroepen. Hij wordt in gevangenschap naar Frankrijk afgevoerd.
- 14 - Een Russisch kozakkenleger aangevoerd door generaal baron Otto Fedorovich von Rosen bevrijdt Nieuweschans en Winschoten. Ook in de stad Groningen pakken de Fransen hun biezen. In Delfzijl duurt de strijd voort.
- 15 - De laatste Franse gezagsdragers vertrekken uit Amsterdam en in het ontstane machtsvacuüm start de Omwenteling van 1813.
- 16 - Verdrag te Frankfurt tussen Oranje-Nassau, Nassau-Usingen en Nassau-Weilburg, waardoor de prins van Oranje weer in het bezit van zijn landen komt.
- 21 - In Nederland wordt een onafhankelijke regering geïnstalleerd.
- 23 - De Russische generaal Benckendorff steekt met zijn Basjkieren en kozakken door middel van een schipbrug de IJssel bij Wijhe over en trekt de volgende dag Amsterdam binnen.
- 24 - Een plundering door terugtrekkende Franse troepen leidt tot de Ramp van Woerden.
- 25 - Willem François Boreel krijgt van de Prins van Oranje opdracht een cavalerieregiment te formeren: het latere Regiment Huzaren van Boreel.
- 30 - De prins van Oranje zet na achttien jaar weer voet op Nederlandse bodem, op het strand van Scheveningen.

december
- 2 - Willem I, zoon van stadhouder Willem V en Wilhelmina van Pruisen, aanvaardt als soeverein vorst "onder waarborg ener wijzer constitutie" de regering over Nederland. Dit betekent de stichting van het Soeverein Vorstendom der Verenigde Nederlanden, de voorloper van het Verenigd Koninkrijk der Nederlanden en het huidige Koninkrijk der Nederlanden.
- 2 - Verdrag te Frankfurt tussen de geallieerden en Hessen-Kassel. Hessen-Kassel krijgt de beschikking over de gebieden die verloren waren gegaan aan het koninkrijk Westfalen en het groothertogdom Frankfurt. Hessen-Kassel krijgt het graafschap Neder-Katzenelnbogen terug. In een geheim artikel wordt vastgelegd dat er een nader regeling moet komen voor de teruggave van de gebieden die aan Hessen-Darmstadt verloren zijn gegaan.
- 11 - Met het Verdrag van Valençay wordt formeel de Spaanse Onafhankelijkheidsoorlog beëindigd tussen Spanje en Frankrijk. Met het verdrag wordt Ferdinand VII van Spanje in zijn positie als koning van Spanje gerestaureerd.
- 14 - De geallieerden spreken uit dat de voormalige rijksstad Frankfort weer zelfstandig is, voortaan als vrije stad Frankfort.
- 17 De Gelderse plaats Duiven wordt losgemaakt van Westervoort en als zelfstandige gemeente overgedragen aan Pruisen.
- december - Rusland staat de heerlijkheid Jever aan het hertogdom Oldenburg af.

## Muziek
- 27 januari - De opera Il Signor Bruschino van componist Gioacchino Rossini gaat in première in het Teatro San Moisè in Venetië.
- Franz Schubert componeert zijn Symfonie nr. 1 in D gr.t. D 82

## Bouwkunst

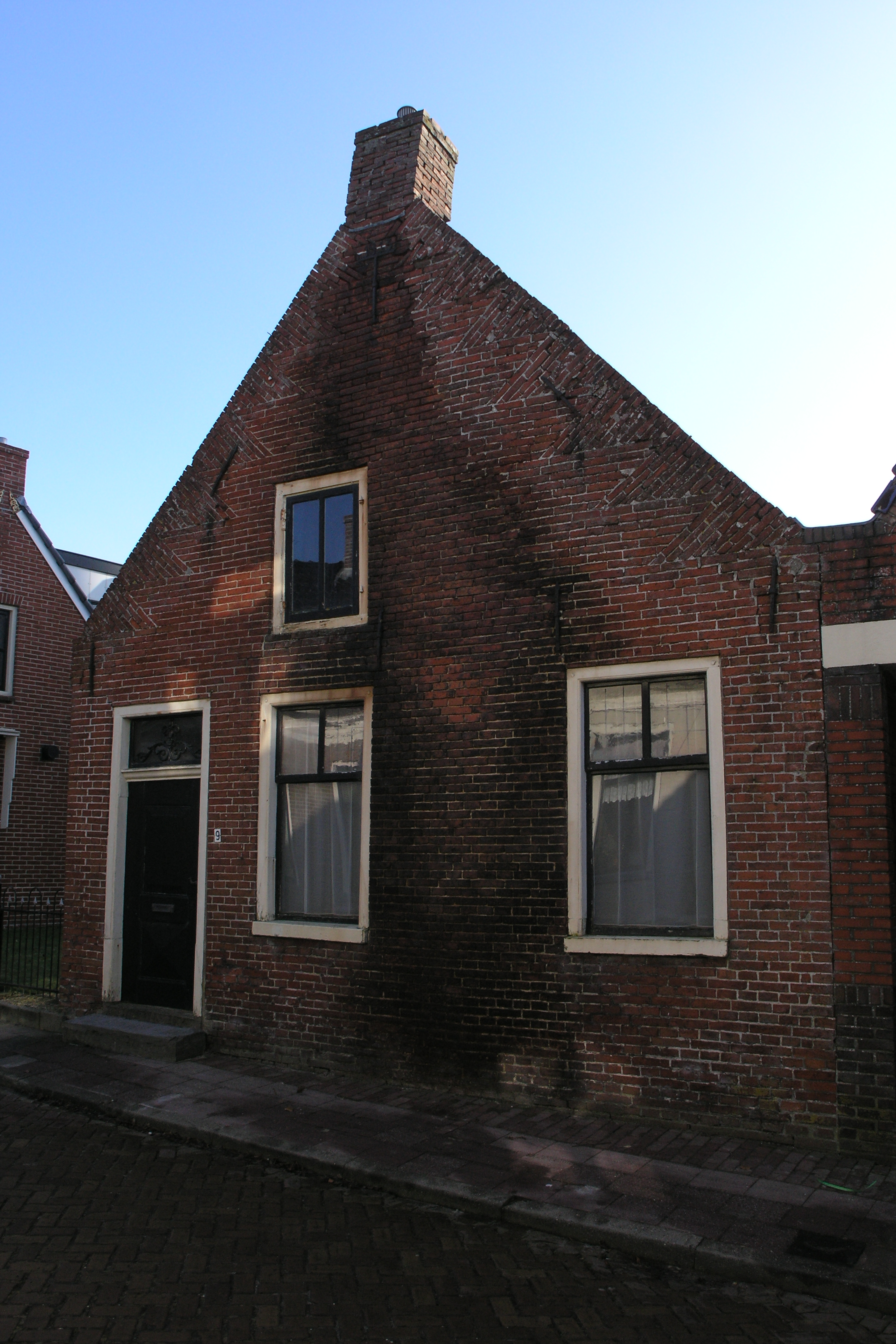
Woonhuis, Eenrum (1813)

## Geboren
januari
- 4 - Lodewijk Lucien Bonaparte, Frans taalkundige en politicus (overleden 1891)
- 26 - Juan Pablo Duarte, Dominicaans nationale held (overleden 1876)
- 31 - Samuel Sarphati, Nederlands arts (overleden 1866)
- 31 - Agostino Depretis, Italiaans politicus (overleden 1887)

maart
- 19 - David Livingstone, Schots missionaris en ontdekkingsreiziger (overleden 1873)

mei
- 5 - Søren Kierkegaard, Deens theoloog en filosoof (overleden 1855)
- 14 - Jozef-August Opsomer, Belgisch politicus (overleden 1891)
- 22 - Richard Wagner, Duits componist (overleden 1883)
- 24 - Eduard Wenckebach, Nederlands fabrikant en telegrafiepionier (overleden 1874)

augustus
- 1 - Évariste Huc, Frans missionaris (overleden 1860)
- 21 - Josef Groll, Duits bierbrouwer (overleden 1887)
- 21 - Jean Stas, Belgisch scheikundige (overleden 1891)

oktober
- 9 - Giuseppe Verdi, Italiaans componist (overleden 1901)

## Overleden
februari
- 1 - Theodorus van Kooten (63), eerste Nederlandse minister van onderwijs
- 26 - Jan Frederik Helmers (45), Nederlands dichter

april
- 10 - Joseph-Louis Lagrange (78), Italiaans wiskundige en astronoom
- 14 - Joachim Nicolas Eggert (34), Zweeds componist en dirigent
- 28 - Michail Koetoezov (67), Russisch veldmaarschalk

juli
- 29 - Jean-Andoche Junot (41), Frans generaal

augustus
- 5 - Etienne Ozi (58), Frans componist en muziekpedagoog
- 11 - Henry James Pye (68), Engels dichter

september
- 24 - André Grétry (72), Belgisch componist

november
- 29 - Giambattista Bodoni (73), Italiaans typograaf, stempelsnijder, drukker en uitgever

december
- 1 - Ferdinando Bertoni (88), Italiaans componist